# Valentina Vîrlan
Valentina Vîrlan es una deportista rumana que compitió en remo. Ganó dos medallas de oro en el Campeonato Mundial de Remo de 1987, en las pruebas de cuatro con timonel y ocho con timonel.

## Palmarés internacional
| Campeonato Mundial | Campeonato Mundial     | Campeonato Mundial | Campeonato Mundial |
| Año                | Lugar                  | Medalla            | Prueba             |
| ------------------ | ---------------------- | ------------------ | ------------------ |
| 1987               | Copenhague (Dinamarca) | Medalla de oro     | Cuatro con timonel |
| 1987               | Copenhague (Dinamarca) | Medalla de oro     | Ocho con timonel   |